# Újszentes

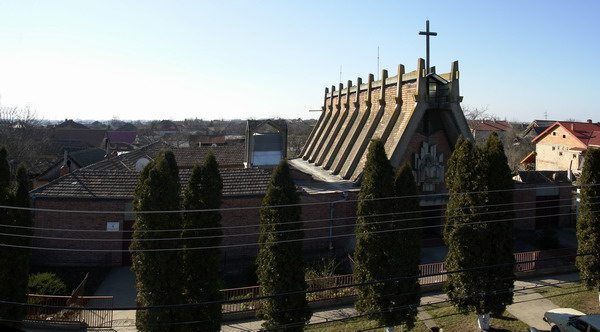
Római katolikus templom

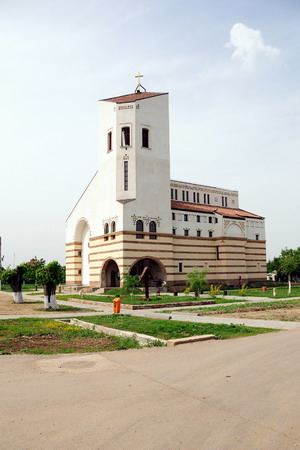
Ortodox templom

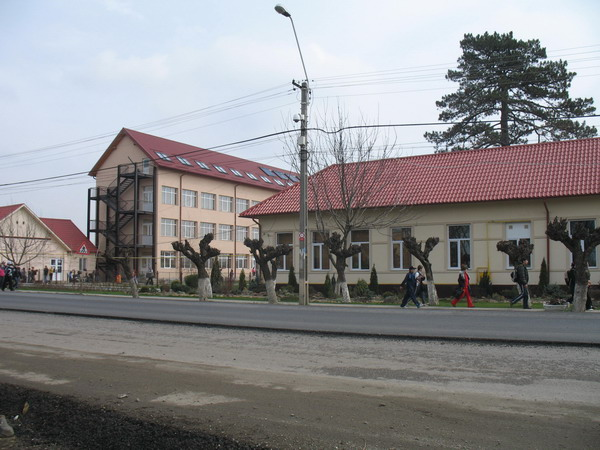
Általános iskola

Újszentes (1910-ig Vadászerdő, románul: Dumbrăvița, 1924-ig Sântești, németül: Neussentesch) falu Romániában, Temes megyében.

## Fekvése
Temesvártól északra fekszik, a Gyárvárossal egybeépült.

## Nevének eredete
Egykori Vadászerdő nevét a korábban területére is kiterjedő Vadász-erdőről kapta. Ezt a lakosok 1906-ban beadott kérvényének megfelelően változtatták a származási helyüket megörökítő új névre. Szintén hivatalos névadással született mai román nevének jelentése 'ligetecske'.

## Története
A helyén a 18–19. században elterülő Vadász-erdő-t a temesvári hadparancsnokság vadászterületként használta. Vadászkastélyának egyik szarufáján az 1763-as dátum volt bevésve. Temesvár 1849-es ostroma alatt itt rendezte be főhadiszállását Vécsey Károly, majd kórházként szolgált. Augusztus 9-én itt találkozott Dembiński és Bem serege. A vadászkastélyban a magyar állam 1885-ben erdőőri szakiskolát alapított, bentlakással. Az iskola 1901-ben új épületet kapott.
A falut erdőirtás helyén a Debreceni Református Egyházkerület alapította 1891-ben, 133 református magyar telepescsaláddal. A családok három kivételével Szentesről érkeztek, a családfők eredetileg kubikosok és iparosok voltak. A telepítést Sima Ferenc szentesi újságíró és országgyűlési képviselő szervezte. 1896-ban Vadászerdő néven nyilvánították nagyközséggé Temes vármegye Központi járásában. Mint minden telepes községben, itt is az állam gondoskodott iskoláról. A szabályzatok miatt az egyébként szelemenes házak kezdettől cseréptetővel épültek. A lakosok tanyás gazdálkodást folytattak, az első tíz évben hetven–nyolcvan tanya jött létre. A kisebb gazdák, a nagyváros közelségét kihasználva, zöldségtermesztéssel és tejgazdálkodással is foglalkoztak. Az első telepesek közül 1907-ig 31 család visszatért Szentesre, de helyüket újabb szentesiek foglalták el. Házassági kapcsolataik az első két évtizedben Szentesre és Újmosnicára terjedtek ki, a trianoni békeszerződés után főként Végvárral és a bánáti református szórványokkal házasodtak.
Első román lakói 1923-ban a Szerb-Horvát-Szlovén Királysághoz került Kis- és Nagytorákról érkeztek. A II. világháború alatt az elcsatolt Észak-Bukovinából, Besszarábiából és a Kvadriláterből telepítettek be románokat, míg a háború után főként erdélyiek és bukovinaiak érkeztek. Ortodox templom csak 2005-ben épült. A 2000-es évektől a település falusias vonása elveszni látszik a modern temesvári agglomerációba való beolvadása miatt: új cégek települnek meg a területén, az újonnan ideköltözők nagy száma miatt pedig rengeteg új ingatlant építenek.

## Nevezetességek
- A Vadász-erdő.
- A Behela-tó, vízimadár-megfigyelőhely.[2]
- Református temploma 1897 és 1901 között, a modern római katolikus 1972–79-ben, az ortodox 1996–2005-ben épült fel. Az utóbbit Nicolae Dancu, a római katolikust Hans Fackelmann tervezte. A református templom kertjében áll az 1849-es emlékmű.

## Népcsoportok
Felekezeti megoszlás szerint 1900-ban 737 református, 297 római katolikus, 61 ortodox és 41 evangélikus, 2002-ben pedig 1374 ortodox, 598 református, 504 római katolikus és 114 pünkösdista lakta.

## Gazdaság
- Bontimes cipőgyár, húsfeldolgozó, hipermarket stb.

## Híres emberek
- Itt született 1909-ben Dobay István román válogatott labdarúgó.
- Itt született 1917-ben Madas András erdőmérnök.

## Kulturális élet
- Tulipán néptáncegyüttes (1998 óta)
- Napsugár kamarakórus
- A település Magyar Könyvtárát 2011. november 20-án nyitották meg. A könyvek Szentesről érkeztek, egy újszentesi származású vállalkozó gyűjtőmunkájának eredményeként.

## Testvértelepülések
- Szentes
- Sándorfalva
- Begaszentgyörgy, Szerbia